# 202092 Algirdas
202092 Algirdas è un asteroide della fascia principale. Scoperto nel 2004, presenta un'orbita caratterizzata da un semiasse maggiore pari a 2,6400302 au e da un'eccentricità di 0,2564163, inclinata di 13,38064° rispetto all'eclittica.
L'asteroide è dedicato all'omonimo monarca lituano.